# .ug
.ug es el dominio de nivel superior geográfico (ccTLD) para Uganda.
Los registros tradicionalmente se realizaban en el tercer nivel sobre alguno de estos subdominios:
- .co.ug - entidades comerciales
- .ac.ug - instituciones educativas que ofrecen diplomas, títulos y otros reconocimientos académicos
- .sc.ug - enseñanza primaria, secundaria e inferior
- .go.ug - agencias gubernamentales
- .ne.ug - proveedores de redes y equipamiento de telecomunicaciones
- .or.ug - instituciones no gubernamentales
- .org.ug - instituciones no gubernamentales
- .com.ug - entidades comerciales

Sin embargo, actualmente los registros se realizan directamente en el segundo nivel.